# Фахри Али
Фахри Али (на турски: Fahri Ali; на македонска литературна норма: Фахри Али) е северномакедонски поет и писател, есеист и критик.

## Биография
Роден е в 1948 година в Скопие, тогава в Югославия. По проиход е турчин. Завършва средно образование. Работи како редактор в редакцията „Бирлик“ при „Нова Македония“. Член е на Дружеството на писателите на Македония от 1978 година.